# Фрумкин, Анатолий Павлович
Анато́лий Па́влович Фрумкин (20 апреля (2 мая) 1897, Рославль — 6 октября 1962, Москва) — советский уролог, доктор медицинских наук, Заслуженный деятель науки РСФСР, профессор, полковник медицинской службы, главный уролог РККА в годы Великой Отечественной войны, председатель Всесоюзного общества урологов (1947—1962). Старший брат психиатра Якова Павловича Фрумкина.

## Биография
Анатолий Фрумкин родился 20 апреля (2 мая) 1897 года в городе Рославле Смоленской губернии в еврейской семье. После успешного окончания городской гимназии он без труда поступил на медицинский факультет Московского университета, который окончил в 1921 году. В начале 1920-х годов по приглашению профессора И. К. Спижарного прошёл курс клинической ординатуры по хирургии в его клинике.
В 1924 году Фрумкина пригласили на кафедру госпитальной хирургии 2-го МГУ, которой в то время заведовал видный советский учёный, профессор, хирург-уролог П. Д. Соловов. Под руководством Соловова он проработал в качестве ассистента кафедры до 1926 года.

В студенческие годы Анатолий Павлович слушал лекции корифеев отечественной медицины. С профессором П. Д. Солововым, блестящим хирургом и педагогом, Фрумкин связал свою профессиональную деятельность. В его клинике Анатолий Павлович получил основы особой хирургической школы, замечательной тем, что все хирурги, с которыми приходилось работать Фрумкину, вышли из среды земских врачей, обладали высокими гуманистическими идеалами, отличались бережным, чутким отношением к больному и высокой хирургической техникой…— Я. В. Гудынский.
Когда в 1926 году П. Д. Соловов был назначен заведующим хирургическим отделением Московской городской больницы им. С. П. Боткина, вместе с ним перешёл и А. П. Фрумкин, назначенный на должность хирурга.
В 1931 году при Городской клинической больнице им. С. П. Боткина было создано урологическое отделение на 20 коек. По представлению П. Д. Соловова отделение возглавил Фрумкин.
Заведующим урологическим отделением Боткинской больницы Фрумкин проработал долгие годы. Эту больницу он называл «теоретической и практической академией для многих поколений врачей».

Вспоминая дежурства по больнице, Фрумкин говорил, что эта работа помогала ему находить выход из любых ситуаций. Именно опыт проведения самых разнообразных операций во время дежурств дал ему возможность в военные годы сделать операцию по поводу ранения уретры, произвести резекцию тазобедренного сустава, проводить реконструктивные операции замещения мочевого пузыря и мочеточника.
— Галина Белоцерковская.
В Боткинской больнице Фрумкин работал с такими советскими хирургами и терапевтами, как В. Н. Розанов, А. Д. Очкин, М. С. Вовси, Б. Е. Вотчал.
В 1930—1940-х годах Фрумкин занимался активной научно-исследовательской, врачебной деятельностью, завоевав себе имя талантливого хирурга-уролога. Он принимал активное участие в создании советского рентгеноконтрастного препарата «Сергозин». В 1930 году совместно с П. Д. Солововым и П. М. Михайловым Фрумкин разрабатывал и издал «Рентгеновский атлас хирургических заболеваний мочеполовой системы». Это исследование явилось первым руководством подобного рода в отечественной урологии.
В 1935 году по совокупности научных работ А. П. Фрумкину была присвоена ученая степень кандидата медицинских наук, а в 1939 году он защитил докторскую диссертацию по теме: «Внутривенная пиелография».
Перед Великой Отечественной войной многие исследования и работы Фрумкина были посвящены вопросам «оперативного лечения почечного туберкулеза и рака мочевого пузыря».
Являясь ведущим специалистом в области оперативной урологии, А. П. Фрумкин в годы Великой Отечественной войны был назначен главным урологом Красной Армии, позже ему было присвоено звание полковника медицинской службы.
Во время войны при Боткинской больнице функционировал крупный военный тыловой госпиталь. Активное участие в его развёртывании принимал и Анатолий Павлович. В военные годы он много оперировал, в том числе в госпиталях на фронтах. В 1944 году вышла в свет его книга «Военная травма мочеполовой системы», в основу которой лёг богатый фронтовой опыт военного хирурга.
После войны, в 1947 году, Фрумкин был назначен заведующим кафедрой урологии ЦИУВ на базе урологического отделения больницы им. С. П. Боткина. Коечный фонд отделения был увеличен до 80 мест, а в 1961 году — до 120 коек.
В 1949 году Анатолию Фрумкину был выделен участок на Николиной Горе, в одном из самых известных «стародачных мест Подмосковья».
При активном участии А. П. Фрумкина была создана отечественная система последипломного образования врачей. В послевоенные годы Анатолий Павлович много и постоянно оперировал, проводил наглядное обучение своих учеников. В 1954 году вышла в свет его работа «Цистоскопический атлас», по материалам декадников постоянно издавались его статьи в сборнике «Актуальные вопросы урологии». В середине 1950-х годов Фрумкин принимал активное участие в написании статей для 13-го тома 35-томного издания «Опыт советской медицины в Великой Отечественной войне 1941—1945 гг.»
Анатолий Павлович Фрумкин работал заместителем главного редактора журнала «Урология», был главным редактором раздела «Урология» Большой медицинской энциклопедии. На заседаниях Московского общества урологов А. П. Фрумкин лично выступил с 36 докладами и 27 демонстрациями. В 1961 году провёл 4-ю Всесоюзную конференцию урологов. Летом 1962 года он тяжело заболел и 6 октября, в возрасте 65 лет, скончался. С 1947 года и до конца своих дней А. П. Фрумкин был председателем Всесоюзного и Московского обществ урологов. Являлся почётным членом Шведского королевского медицинского общества, Общества урологов ГДР и Польского общества урологов.
Похоронен на Востряковском кладбище.

## Научный вклад
Анатолий Павлович Фрумкин разработал и внедрил ряд оригинальных методов практической оперативной урологии, в том числе:

| - пластика гидронефроза, - резекция почки, - кишечная пластика мочеточника, - кишечная пластика мочевого пузыря, - операция Боари, - экстрофия мочевого пузыря у детей, - фаллопластика, - пластические операции при бесплодии, - мочеполовые свищи, | - мочекишечные свищи, - оригинальная операция при раке шейки мочевого пузыря, - применение короткофокусных изотопов при раке мочевого пузыря, - внедрение гемодиализа, - пересадка трупной почки, - детская урология, - урология пожилого возраста, - онкоурология. |

Он является автором более 150 научных работ, в том числе 4 монографий, посвящённых различным вопросам урологии и военной медицины.

## Награды
- Медаль «За победу над Германией в Великой Отечественной войне 1941—1945 гг.»[13].
- В 1957 году в связи с 60-летием А. П. Фрумкину было присвоено почётное звание Заслуженный деятель науки РСФСР.
- В 2007 г. на здании урологической клиники ГКБ им. С. П. Боткина установлена мемориальная доска в память о А. П. Фрумкине.

## Статьи и публикации
- Гориловский Л. М. Заслуженный деятель науки профессор Анатолий Павлович Фрумкин // Клиническая геронтология : Научный журнал. — 2006. — Т. 12, № 5. — С. 3—6. — ISSN 1607-2499.
- Галина Белоцерковская. Скромно о себе: «Токарь по дереву, столяр по призванию, врач по профессии». // Еврейское слово : Альманах. — 2008. — № 8 (372). Архивировано 2013-20-01.